# 芝麻龍眼
芝麻龍眼為臺灣校園民歌後期的女子二重唱組合，成員為「芝麻」陳艾玲及「龍眼」林育如。陳林兩人本為協和工商美工科同班同學，後因同參加民謠社而熟識。兩人在1984年參加中視《六燈獎》民歌項目，十八次衛冕成功。1988年1月以「芝麻龍眼」名義在鄉城唱片發行第一張專輯《動不動就說愛我》，出片首月即賣出30萬張，從此大紅。1989年1月28日，芝麻龍眼與歌手王默君搭乘計程車前往演出地點時發生車禍，王默君當場死亡，陳艾玲輕傷，林育如因右側太陽穴與王默君頭部相撞，大片瘀青，於半個月後離世、得年25歲，芝麻龍眼隨之解散。

## 組成
陳艾玲和林育如是協和工商美工科的同班同學，畢業後在迪門、木船民歌西餐廳駐唱，期間曾參加《六燈獎》比賽，1984年被鄉城唱片宣傳部經理夏春湧遊說簽約，合約是領固定唱酬賣斷，無抽版稅。團體名稱來自夏春湧戲謔兩人的眼睛大小有強烈對比，陳艾玲的眼睛較小，林育如的眼睛較大，故取成團名「芝麻龍眼」。芝麻龍眼第一張專輯《動不動就說愛我》，出片後首月賣出30萬張，而這首歌也成為校園民歌尾聲的代表作之一，甚至是民歌時期的最後一首民歌。(校園民歌流行於1975年至1990年間，此歌於1988年初問世)

## 解散
1989年1月28日，芝麻龍眼與王默君搭乘計程車前往演出地點時發生車禍，王默君當場死亡，陳艾玲輕傷，林育如於半個月後離世、得年25歲，芝麻龍眼隨之解散。1989年2月18、19、20、21日，為紀念王默君及林育如車禍亡故、並籌湊慈善基金，在高雄市舉辦三場歌唱義演，由巴戈、方芳芳、楊海薇主持，50餘位歌星輪番演唱，華視轉播。陳艾玲在發行數張個人專輯後轉型為唱片製作人，曾任環球音樂製作部經理，投資GTM並擔任教唱、製作工作。